# اورلانین
اورلانین (به انگلیسی: Orellanine) با فرمول شیمیایی C۱۰H۸N۲O۶ یک ترکیب شیمیایی است.